# Jason Livingston
Jason Livingston ( * 17. března 1971) je bývalý britský atlet, běžec, sprinter.
V roce 1991 obsadil páté místo v běhu na 100 metrů na mistrovství světa v atletice. O rok později se stal halovým mistrem Evropy v běhu na 60 metrů.